# Persicaria barbata
Persicaria barbata är en slideväxtart som först beskrevs av Carl von Linné, och fick sitt nu gällande namn av Hiroshi Hara. Persicaria barbata ingår i släktet pilörter, och familjen slideväxter.

## Underarter
Arten delas in i följande underarter:
- P. b. gracilis
- P. b. hirtella